# Joseph Weydemeyer
Joseph Arnold von Weydemeyer (Münster, 2 febbraio 1818 – Saint Louis, 26 agosto 1866) è stato un politico e militare tedesco.
Ufficiale del regno di Prussia viene considerato come un elemento di spicco e pioniere del socialismo negli Stati Uniti d'America.

## Biografia
Attivo in ambito politico, amico di Adolf Cluss e di idee marxiste, ebbe una breve carriera nell'ambito militare come colonnello dell'esercito prussiano nel 1838. Nel 1846 incontrò una seconda volta Karl Marx a Bruxelles, in quell'occasione decise di collaborare alla Lega dei comunisti. Con Marx ed Engels partecipa alla rivoluzione tedesca ed europea del 1848-1849 e dopo l'espulsione di Marx dalla Prussia nel maggio del 1849, in seguito alla messa al bando della "Nuova Gazzetta Renana" di Colonia, e la sua nuova sistemazione in esilio a Londra, ne divenne uno dei principali corrispondenti, proprio in qualità di organizzatore della Lega dei comunisti di Germania. 
Sconfitta la rivoluzione emigrò con la famiglia negli Stati Uniti d'America nel novembre 1851, a New York.
Nella capitale del Nuovo Mondo si adoperò fervidamente per diffondere tra le masse lavoratrici, in particolare esuli ed immigrati tedeschi e le associazioni politiche e sindacali, le idee e la teoria politica marxiste. Fondò il giornale Die Revolution (che durò però solo due numeri) e nel 1852 pubblicò la prima opera di Marx stampata sul suolo americano, Il diciotto brumaio di Luigi Bonaparte.

Fu infaticabile nell'opera di 'divulgazione popolare' di quella che considerava una superiore e scientifica visione del mondo, la concezione materialistica della storia, tenendo innumerevoli conferenze e organizzando associazioni e circoli operai, perseguendo l'obiettivo preminente della costituzione di un'organizzazione politica indipendente della classe operaia. L'obiettivo di fondare un partito operaio indipendente da tutti i partiti borghesi era legato strettamente a quello della promulgazione della legge sulle otto ore.
Partecipa attivamente alla Guerra civile americana iniziata nel 1861, arruolandosi nell'esercito dell'Unione e per quattro anni si batte nel Missouri contro i Confederati, convinto che lo schiavismo fosse un freno allo sviluppo dell'emancipazione di classe.

Ritornato all'attività politica, la morte (per lo scoppio di un'epidemia di colera) ne interrompe l'opera di diffusione dell'organizzazione e dei principi della Prima Internazionale Operaia. Muore lo stesso giorno (26 agosto), dell'inaugurazione del congresso operaio di Baltimora, che proclamò la nascita della National Labor Union.